# Stagg Music
Stagg è una società belga di strumenti musicali con sede a Bruxelles, attualmente una sussidiaria di EMD Music. L'azienda produce una vasta gamma di strumenti musicali, che comprende strumenti a corda (chitarre elettriche, acustiche e classiche, bassi, banjo, mandolini, ukulele, contrabbassi, violini, viole, violoncelli, archi), strumenti a percussione (batterie e pad , piatti, bacchette), xilofoni, metallofoni, ancia libera (armoniche, melodiche) e ottoni (flicorno, eufoni, sassofoni), nonché unità di effetti e altri accessori.